# Patrick Topaloff
Patrick Topaloff (30 de dezembro de 1944 - 7 de março de 2010) foi um comediante, ator e cantor francês.

## Vida
Filho de pai georgiano e mãe da Córsega que, segundo ele, o fizeram "uma delicada sobremesa franco-russa", Topaloff iniciou sua carreira na radio Europa 1, onde suas travessuras cômicas atraíram grande público, principalmente entre as crianças que gostavam de suas muitas frases tolas. O popular cantor Claude François o encorajou a tentar cantar, e sua gravação de "Il Vaut Bien Mieux Etre Jeune, Riche et Beau" ("É muito melhor ser jovem, rico e bonito") se tornou um grande sucesso e o primeiro de vários discos de ouro.
No final dos anos 1960 e ao longo dos anos 1970, o escritor / diretor Philippe Clair escalou Topaloff para uma série de filmes de comédia pastelão semelhantes à série Carry On no Reino Unido ou aqueles feitos por Jerry Lewis nos Estados Unidos após se separar de Dean Martin. Seu último longa-metragem foi Drôles de Zèbres, para o roteirista / diretor Guy Lux, em 1977.
Em seus últimos anos, problemas na vida privada de Topaloff obscureceram seus sucessos profissionais. Profundamente endividado, ele frequentemente trabalhava sem cobrar, em um esforço para evitar que fossem colocados ônus sobre seu salário. Em 1995, ele foi condenado a um ano de prisão por não pagamento de pensão alimentícia e impostos. Solto em liberdade condicional após quatro meses, ele empreendeu uma nova e bem-sucedida carreira no palco.

## Morte
Ele morreu, aos 65 anos, de um ataque cardíaco. Sua autobiografia, Les Pleurs du Rire (Lágrimas de riso), foi um grande best-seller.